# Tanyochraethes anthophilus
Tanyochraethes anthophilus là một loài bọ cánh cứng trong họ Cerambycidae.